# Ферфакс (Південна Кароліна)
Ферфакс (англ. Fairfax) — місто (англ. town) в США, в округах Аллендейл і Гемптон штату Південна Кароліна. Населення — 1505 осіб (2020).

## Географія
Ферфакс розташований за координатами 32°57′34″ пн. ш. 81°14′10″ зх. д. / 32.95944° пн. ш. 81.23611° зх. д. (32.959377, -81.236234).  За даними Бюро перепису населення США в 2010 році місто мало площу 8,58 км², з яких 8,58 км² — суходіл та 0,00 км² — водойми.

## Демографія
Згідно з переписом 2010 року, у місті мешкало 2025 осіб у 833 домогосподарствах у складі 518 родин. Густота населення становила 236 осіб/км².  Було 954 помешкання (111/км²).
Расовий склад населення:
| - 78,6 % — чорних або афроамериканців - 19,8 % — білих - 0,6 % — азіатів - 0,1 % — корінних американців |

До двох чи більше рас належало 0,2 %. Частка іспаномовних становила 1,5 % від усіх жителів.
За віковим діапазоном населення розподілялося таким чином: 24,5 % — особи молодші 18 років, 59,8 % — особи у віці 18—64 років, 15,7 % — особи у віці 65 років та старші. Медіана віку мешканця становила 40,8 року. На 100 осіб жіночої статі у місті припадало 79,0 чоловіків;  на 100 жінок у віці від 18 років та старших — 71,3 чоловіків також старших 18 років.
Середній дохід на одне домашнє господарство  становив 28 614 долари США (медіана — 20 923), а середній дохід на одну сім'ю — 38 213 долари (медіана — 31 029). За межею бідності перебувало 37,1 % осіб, у тому числі 56,6 % дітей у віці до 18 років та 24,8 % осіб у віці 65 років та старших.
Цивільне працевлаштоване населення становило 599 осіб. Основні галузі зайнятості: освіта, охорона здоров'я та соціальна допомога — 27,2 %, виробництво — 20,2 %, роздрібна торгівля — 17,4 %.